# Parafia Ewangelicko-Augsburska w Kaliszu

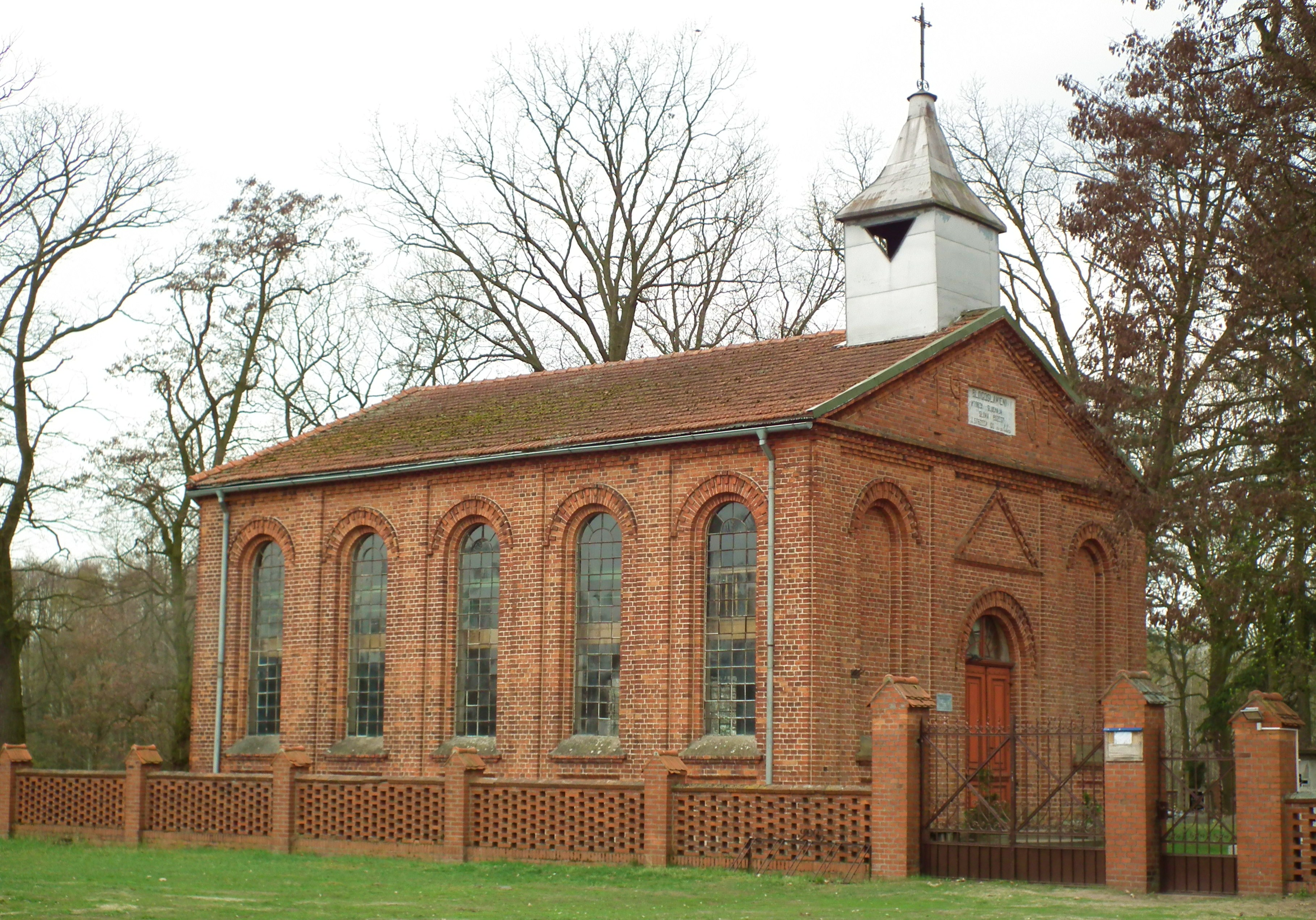
Kościół filialny w Nowej Kaźmierce

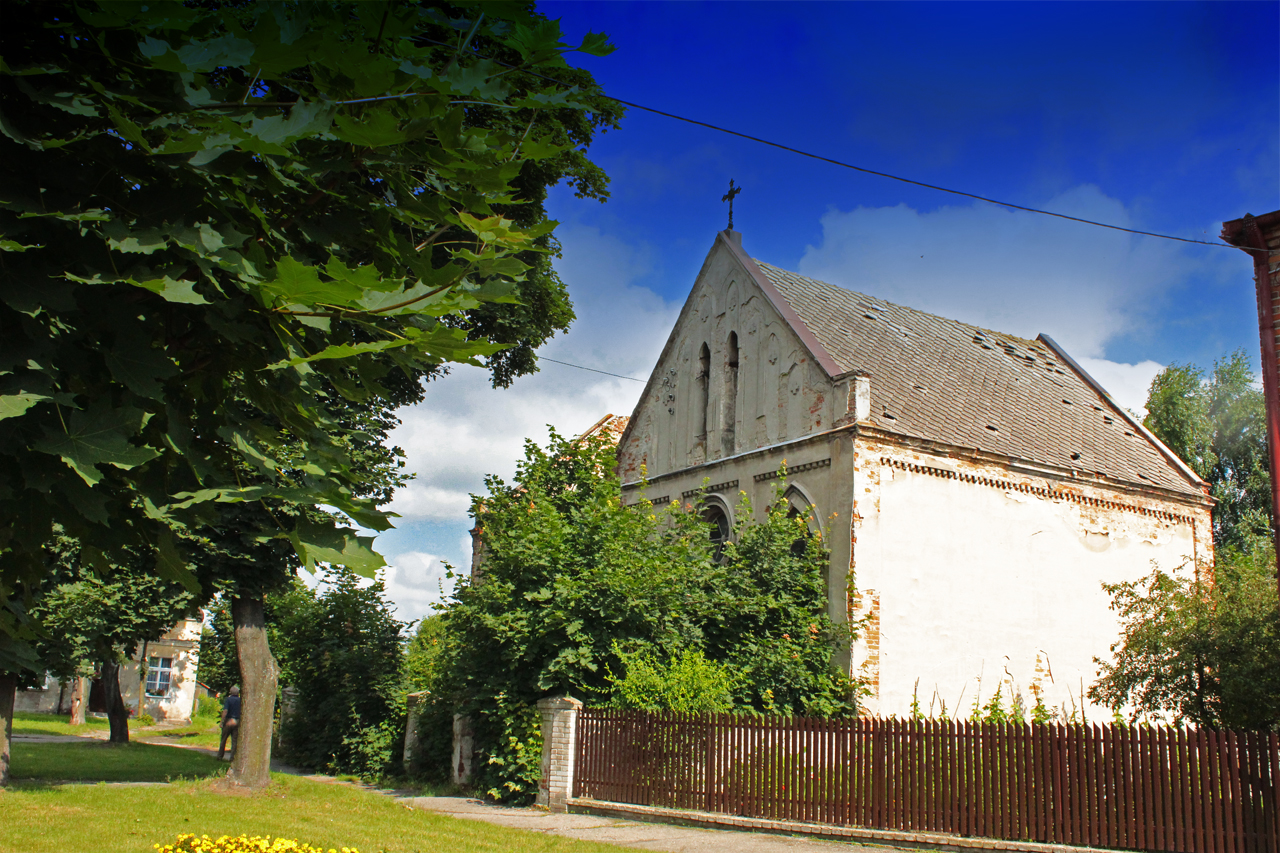
Dawna kaplica ewangelicka w Koźminku

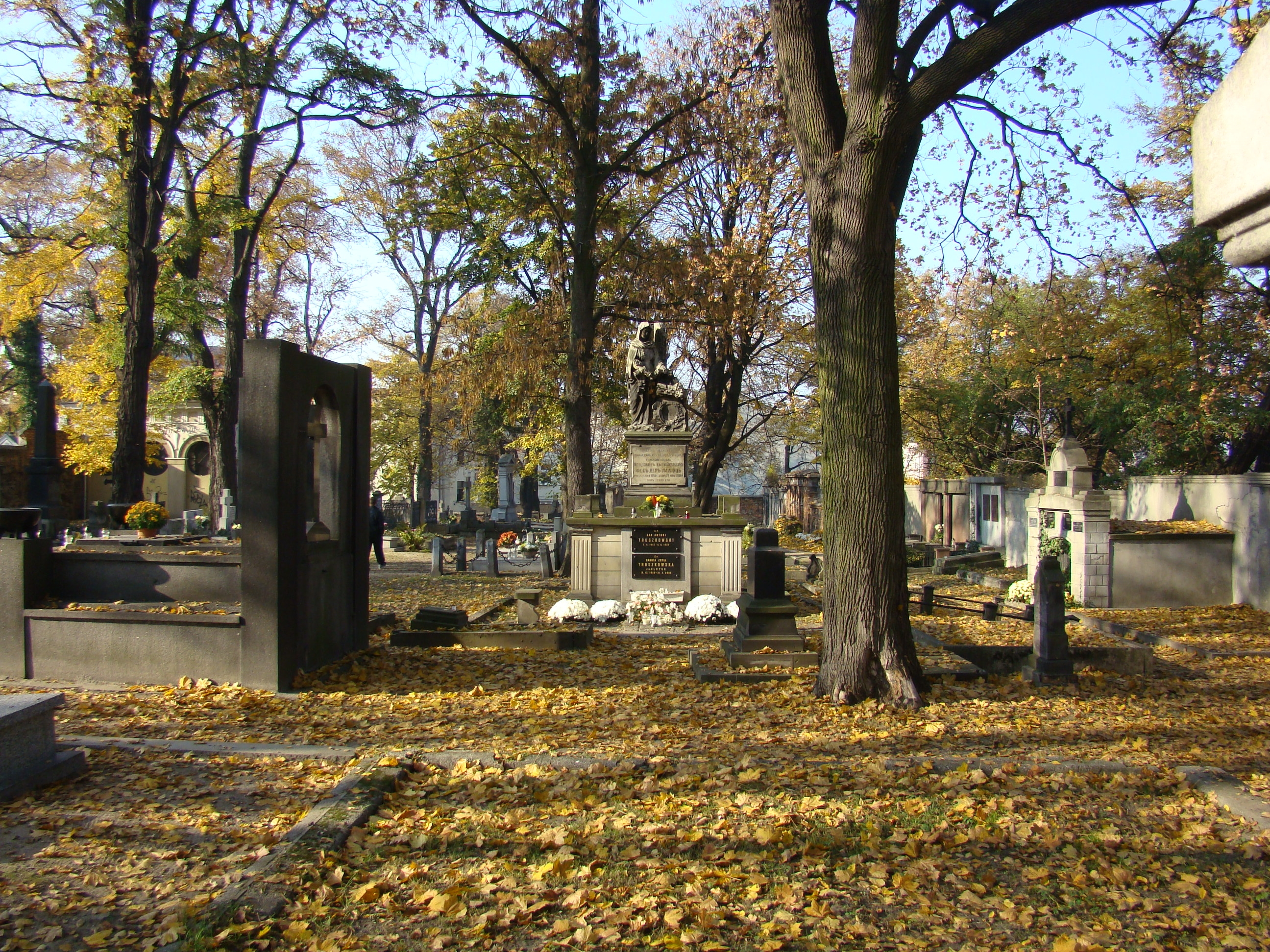
Cmentarz ewangelicko-augsburski w Kaliszu

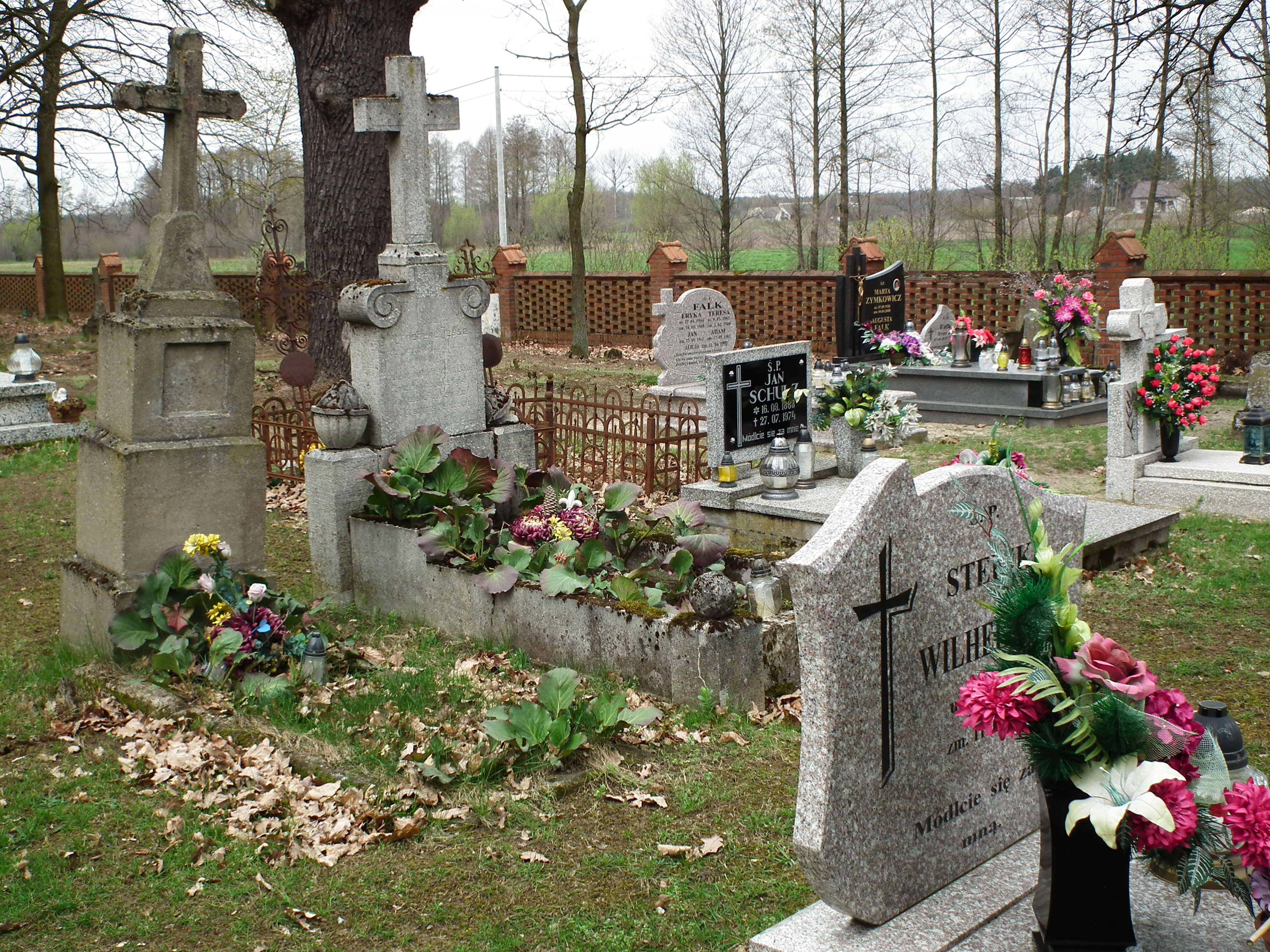
Cmentarz ewangelicko-augsburski w Nowej Kaźmierce

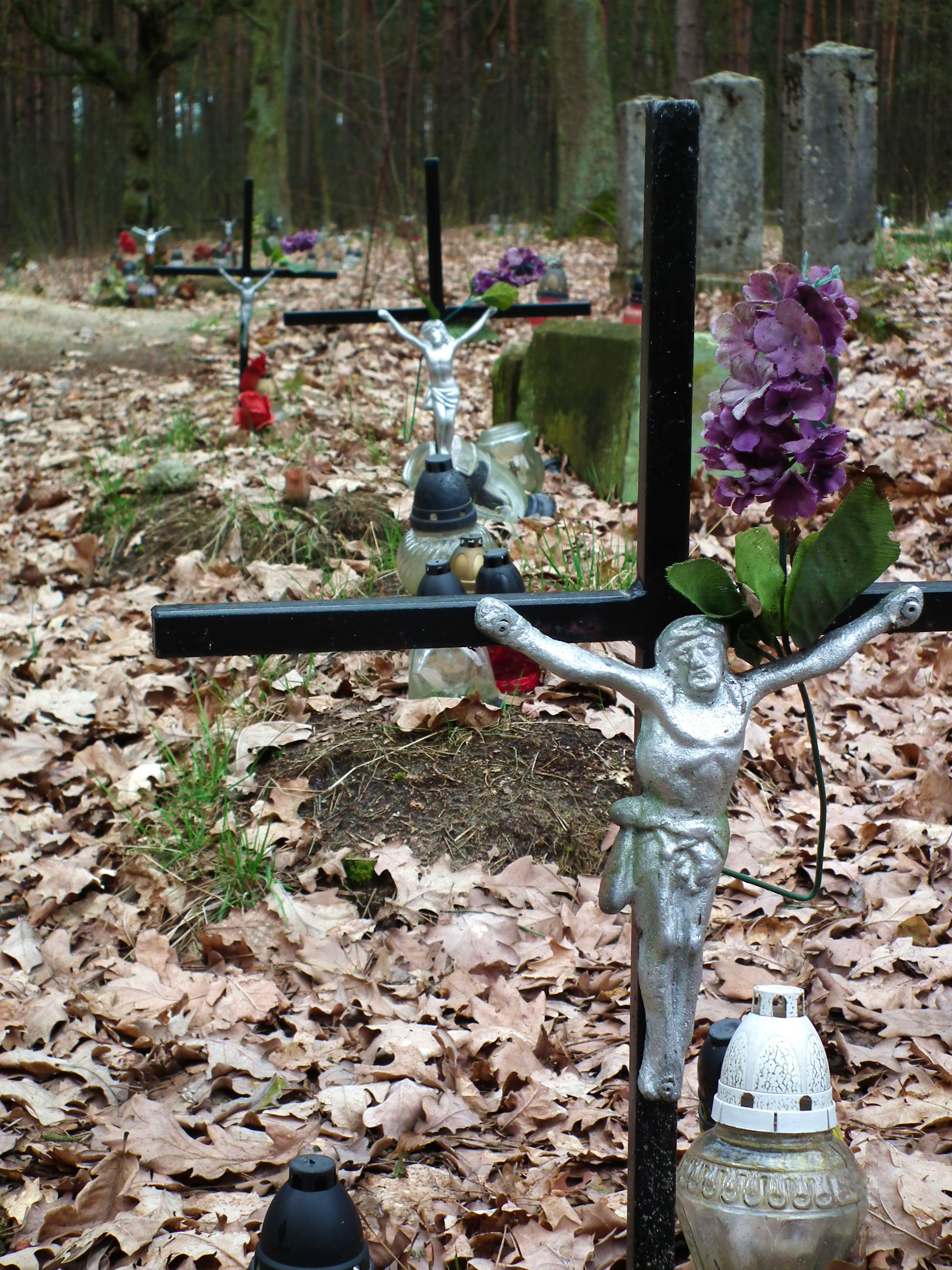
Cmentarz ewangelicko-augsburski w Starej Kaźmierce

Parafia Ewangelicko-Augsburska w Kaliszu – parafia Kościoła Ewangelicko-Augsburskiego w RP w Kaliszu, w diecezji pomorsko-wielkopolskiej, założona w 1795. W 2020 liczyła 160 wiernych.

## Historia

### Początki zboru
Napływ ludności wyznania ewangelickiego do Kalisza związany był w szczególności z przybywaniem do miasta urzędników, wojskowych oraz fabrykantów, kupców i rzemieślników na skutek przyłączenia tego terenu do Prus po II rozbiorze Polski.
Kaliscy ewangelicy pozyskali koncesję na powołanie własnej parafii 3 września 1795. Dwa lata później na jej rzecz został przekazany przez Piusa VI nieczynny od 1773 pojezuicki kościół św. Wojciecha i św. Stanisława Biskupa. Poświęcenia kościoła jako luterańskiego dokonał ks. Karl Sienell, który później sprawował obowiązki drugiego proboszcza parafii. Pierwszym proboszczem mianowano natomiast ks. Karlza Herzberga. Do parafii należały wówczas filiały w Hoelndrach Dębskich, Koźminku i Opatówku. Przeniesiono tu również siedzibę Konsystorza Okręgowego, mieszczącą się uprzednio w Piotrkowie Trybunalskim. W 1798 otwarto ewangelicką szkołę, którą kierował trzeci duchowny ks. Karl Bartsch.
Po włączeniu Kalisza w 1807 do Księstwa Warszawskiego, parafia weszła w skład Kościoła Ewangelicko-Augsburskiego Konsystorza Warszawskiego. Kolejnym proboszczem został w 1821 ks. Ernest August von Modl. W 1829 r. powołano ewangelicką superintendenturę kaliską która istniała do 1945 r. Pastorzy kaliscy stali na jej czele w l. 1829-1869 i 1915-1945.
W 1821 ze strony Kościoła katolickiego pojawiła się propozycja zamiany świątyni przez ewangelików na kościół zakonu franciszkanów, związana z planem budowy seminarium duchownego. Parafia luterańska nie wyraziła jednak na nią zgody.
W 1826 zakupiony został budynek położony przy ul. Piekarskiej, gdzie została urządzona plebania oraz siedziba szkoły. Część szkolną rozbudowano w 1844, nauki pobierało w niej 200 uczniów. W tym okresie liczba wiernych parafii, którzy opłacali składkę kościelną, wynosiła 800 osób. W 1856 na stanowisko organisty został przyjęty Ernest Schroeter, który powołał do życia chór parafialny.
Do Konsystorza w 1858 został skierowany wniosek popierany przez kilkunastu parafian, w którym prosili oni o zgodę na prowadzenie nabożeństw w języku polskim. Po jego zatwierdzeniu, nabożeństwa polskojęzyczne miały miejsce w pierwsze niedziele miesiąca oraz w święta.

### Rozkwit parafii
Po śmierci ks. Augusta von Modla w 1860, stanowisko proboszcza objął ks. Franciszek Stockmann, który doprowadził do reorganizacji pracy kolegium kościelnego. Spowodowało to większą aktywność parafii, skutkującą powiększeniem liczby jej członków do 624 rodzin. Przystąpiono również do remontu kościoła oraz zakupu nowych organów. Ksiądz Stockmann sprawował funkcję aż do śmierci. Jego następcą został ks. Adam Haberkant, który wyremontował dom parafialny oraz dokończył prace w budynku kościoła. Prace zostały wykonane do 1878. Od 1883 wprowadzono comiesięczne spotkania kolegium kościelnego. W 1888 dzięki środkom zapisanym na rzecz zboru w testamencie Wilhelminy Hildy Działoszyńskiej, dokonano pozłocenia ołtarza oraz budowy kaplicy na cmentarzu.
W 1889 przyjęty został czwarty nauczyciel w szkole ewangelickiej. W tym czasie uczęszczało do niej 220 uczniów wyznania luterańskiego, 18 katolickiego oraz 2 żydów.
Na skutek problemów zdrowotnych proboszcza Haberkanta kolegium kościelne wystąpiło z wnioskiem o skierowanie do pracy w parafii wikariusza. W 1902 Konsystorz wysłał do Kalisza ks. Edwarda Wendego. Za jego sprawą zwiększona została częstotliwość polskich nabożeństw, wprowadził także wieczorne nabożeństwa pasyjne. Pierwsza polskojęzyczna konfirmacja miała miejsce 8 czerwca 1903. Trzy lata później ks. Edward Wende został wybrany na stanowisko proboszcza zboru.
W 1906 chór parafialny otrzymał status stowarzyszenia jako Kaliskie Stowarzyszenie Śpiewacze. Rok później powołano oddział Społeczności Chrześcijańskiej. Dzięki darowiznom parafianek Emilii Rephan oraz Joanny Kuning, a także składkom zborowników, w 1909 otwarto dom opieki pod nazwą Dom Miłości Boga i Bliźniego. W 1913 przy ul. Niecałej powstał również nowy dom parafialny, mieszczący mieszkania dla księdza i organisty oraz siedzibę szkoły.

### I wojna światowa i czasy II Rzeczypospolitej
W czasie I wojny światowej rozpoczęła się organizacja spotkań młodzieżowych, które były zalążkiem powstania Towarzystwa Młodzieży Ewangelickiej. Jego statut przyjęty został w 1922. Wtedy też przyjęty został również statut Stowarzyszenia Śpiewaczego, które zmieniło nazwę na Kaliskie Ewangelickie Stowarzyszenia Śpiewacze.
W 1923 parafia liczyła 2000 wiernych i oprócz kościoła posiadała salę modlitwy oraz dwa cmentarze.
W 1931 dzięki środkom przekazanym przez braci Muller, powstał dom spotkań Społeczności Chrześcijańskiej oraz przyjęty został kaznodzieja Alfred Hoffert.
Parafia była miejscem zjazdu delegatów Towarzystwa Młodzieży Ewangelickiej w 1936. Dwa lata później ukończono budowę siedziby Kaliskiego Ewangelickiego Stowarzyszenia Śpiewaczego, poświęconej w 1939.
Po wybuchu II wojny światowej i rozpoczęciu okupacji niemieckiej, kaliski kościół ewangelicki został przeznaczony dla Niemców. Spowodowało to decyzję ks. Wendego ze stanowiska proboszcza oraz wyjeździe do Warszawy. W pełnieniu funkcji duszpasterza zboru kaliskiego zastąpił go ks. Wiktor Marczewski.

### Lata powojenne
Po 1945 członkowie parafii otrzymywali pomoc humanitarną z Danii, Szwecji oraz Stanów Zjednoczonych. Do Kalisza powrócił również ks. Edward Wende, czyniący starania o rewindykację mienia zboru. Nabożeństwa sprawowane były w zwróconym parafii Domu Starców. Odzyskano również dom parafialny. W 1948 ks. Wende został odwołany na mocy decyzji Konsystorza i wyjechał z Kalisza.
Dzięki zabiegom rady parafialnej w 1949 urządzono kaplicę w budynku dawnej siedziby Społeczności Chrześcijańskiej, który wydzierżawiony został od miasta. Obiekt został poświęcony przez ks. Jana Szerudę.
Aż do 1951 zbór kaliski pozbawiony był stałej opieki duszpasterskiej, obsługiwali go księża tacy jak Henryk Wendt, Oswald Tyc, Jerzy Sachs, Karol Świtalski, Zygmunt Michelis, Tadeusz Wojak, Adolf Gloc, Woldemar Gastpary, Karol Kotula, a także studenci teologii (Edward Busse, Ernest Oborny, Janusz Narzyński) oraz siostra Aurelia. Opieką nad wiernymi zajmowała się również siostra Klara, która obejmowała stanowisko przełożonej Domu Starców.
W 1951 proboszczem został mianowany ks. Jerzy Sachs, który ponadto obsługiwał inne parafie i filiały w Turku, Ostrowie Wielkopolskim, Sobiesękach, Starej Kaźmierce, Nowej Kaźmierce, Starych Prażuchach oraz Koźminku. Działał chór parafialny oraz szkółki niedzielne. Rozpoczęto organizować nabożeństwa tygodniowe w Domu Starców oraz wizyty razem z chórem w święta u jego pensjonariuszy.
Proboszcz Jerzy Sachs zmarł 4 stycznia 1977, a opieką nad wiernymi w późniejszym czasie zajmowali się duchowni tacy jak Edward Dietz, Tadeusz Raszyk, Andrzej Mendrok, Paweł Anweiler, Lech Macieszczak, Krzysztof Rej, Marek Izdebski, Marian Niemiec oraz Erwin Jurczok. W 1985 w kaliskim zborze rozpoczął pracę magister teologii Andrzej Banert, który w latach 1991–2010 pełnił stanowisko proboszcza. W tym okresie odzyskano utracony majątek parafii, przeprowadzono remonty, działalność wznosiło Towarzystwo Śpiewacze i Społeczność Chrześcijańska. Pozyskano także koncesję na działanie radiostacji, otwarta została księgarnia oraz apteka. Od 2010 funkcję proboszcza zaczął sprawować ks. Michał Kühn.

## Współczesność
Nabożeństwa w Kaliszu sprawowane są w każdą niedzielę i święta w kaplicy im. ks. Marcina Lutra przy ul. Wał Staromiejski 9. Do parafii przynależy również filiał w Nowej Kaźmierce z kościołem, w którym nabożeństwa odbywają się w każdą czwartą niedzielę w miesiącu oraz w święta.